# Teline osyroides
Teline osyroides là một loài thực vật có hoa trong họ Đậu. Loài này được (Svent.) P.E.Gibbs & Dingwall miêu tả khoa học đầu tiên.